# Eesti Laul 2012
La quarta edizione dell'Eesti Laul si è tenuta dal 18 febbraio al 3 marzo 2012 e ha selezionato il rappresentante dell'Estonia all'Eurovision Song Contest 2012 a Baku.
Il vincitore è stato Ott Lepland con Kuula.

## Organizzazione
L'Eesti Laul è il festival musicale che funge da metodo di selezione nazionale per l'Estonia all'Eurovision Song Contest. La quarta edizione, come le precedenti, è stata organizzata dall'emittente estone Eesti Rahvusringhääling (ERR).
Il festival è stato articolato in due semifinali da 10 partecipanti e una finale, alla quale si sono qualificati i primi 5 classificati delle semifinali scelti da una combinazione del voto di televoto e giuria.

## Partecipanti
| Artista                   | Titolo            | Lingua  | Compositori                                   |
| ------------------------- | ----------------- | ------- | --------------------------------------------- |
| August Hunt               | Tantsulõvi        | Estone  | August Hunt                                   |
| Birgit Õigemeel & Violina | You're Not Alone  | Inglese | Mihkel Mattisen                               |
| Cat Eye                   | Ride              | Inglese | Karel Kattai, Tanel Roovik, Margaret Kelomees |
| Erasmus Rotterdaimst      | Kuu pääle         | Estone  | Paul Daniel, Jürgen Rooste                    |
| Janne Saar                | Fight for Love    | Inglese | Rob Montes, Carola Madis, Janne Saar          |
| Lenna                     | Mina jään         | Inglese | Mihkel Raud, Lenna Kuurmaa                    |
| Liis Lemsalu              | Made Up My Mind   | Inglese | Liis Lemsalu, Rene Puura                      |
| Loss Paranoias            | Valedetektor      | Estone  | Loss Paranoias                                |
| Malcolm Lincoln           | Bye               | Inglese | Robin Juhkental                               |
| MIA feat. I.M.T.B         | Bon Voyage        | Inglese | Vahur Valgmaa                                 |
| Milky Whip                | My Love           | Inglese | Karl Kanter, Helina Reinjärv                  |
| Mimicry                   | The Destination   | Inglese | Paul Lepasson                                 |
| Orelipoiss                | Zombi             | Estone  | Jaan Pehk, Olavi Ruitlane                     |
| Ott Lepland               | Kuula             | Estone  | Ott Lepland, Aapo Ilves                       |
| POP Maniacs               | I Don't Know      | Inglese | Rolf Roosalu                                  |
| Soul Militia              | The Future is Now | Inglese | Lauri Pihlap                                  |
| Soundclear                | A Little Soldier  | Inglese | Karl-Ander Reismann                           |
| Teele Viira               | City Nights       | Inglese | Priit Uustulnd, Teele Viira                   |
| Tenfold Rabbit            | Oblivion          | Inglese | Tenfold Rabbit                                |
| Traffic                   | NASA              | Estone  | Ago Teppand, Jaan Pehk                        |

## Semifinali

### Prima semifinale
La prima semifinale si è tenuta il 18 febbraio 2012 presso gli ERR Stuudio di Tallinn.
I 5 finalisti sono stati: Ott Lepland, Liis Lemsalu, POP Maniacs, Loss Paranoias e August Hunt.
| #  | Artista              | Titolo            | Punteggio | Punteggio | Punteggio | Posizione |
| #  | Artista              | Titolo            | Giuria    | Televoto  | Totale    | Posizione |
| -- | -------------------- | ----------------- | --------- | --------- | --------- | --------- |
| 1  | Janne Saar           | Fight for Love    | 3         | 3         | 6         | 9         |
| 2  | Erasmus Rotterdamist | Kuu pääle         | 6         | 2         | 8         | 7         |
| 3  | MIA feat I.M.T.B     | Bon Voyage        | 2         | 4         | 6         | 8         |
| 4  | Milky Whip           | My Love           | 1         | 1         | 2         | 10        |
| 5  | POP Maniacs          | I Don't Know      | 8         | 7         | 15        | 3         |
| 6  | Ott Lepland          | Kuula             | 9         | 10        | 19        | 1         |
| 7  | August Hunt          | Tantsulõvi        | 7         | 6         | 13        | 5         |
| 8  | Soundclear           | A Little Soldier  | 4         | 5         | 9         | 6         |
| 9  | Liis Lemsalu         | Made Up Your Mind | 10        | 9         | 19        | 2         |
| 10 | Loss Paranoias       | Valedetektor      | 5         | 8         | 13        | 4         |

### Seconda semifinale
La seconda semifinale si è tenuta il 25 febbraio 2012 presso gli ERR Stuudio di Tallinn.
I 5 finalisti sono stati: Lenna, Tenfold Rabbit, Birgit Õigemeel & Violina, Teele Viira e Traffic.
| #  | Artista                   | Titolo            | Punteggio | Punteggio | Punteggio | Posizione |
| #  | Artista                   | Titolo            | Giuria    | Televoto  | Totale    | Posizione |
| -- | ------------------------- | ----------------- | --------- | --------- | --------- | --------- |
| 1  | Traffic                   | NASA              | 7         | 5         | 12        | 5         |
| 2  | Lenna                     | Mina jään         | 10        | 10        | 20        | 1         |
| 3  | Malcolm Lincoln           | Bye               | 8         | 1         | 9         | 7         |
| 4  | Tenfold Rabbit            | Oblivion          | 9         | 7         | 16        | 2         |
| 5  | Birgit Õigemeel & Violina | You're Not Alone  | 3         | 9         | 12        | 3         |
| 6  | Soul Militia              | The Future is Now | 2         | 6         | 8         | 8         |
| 7  | Mimicry                   | The Destination   | 5         | 4         | 9         | 6         |
| 8  | Orelipoiss                | Zombi             | 6         | 2         | 8         | 9         |
| 9  | Teele Viira               | City Nights       | 4         | 8         | 12        | 4         |
| 10 | Cat Eye                   | Ride              | 1         | 3         | 4         | 10        |

## Finale
La finale si è tenuta il 3 marzo 2012 presso il Nokia Concert Hall di Tallinn.
| #  | Artista                   | Titolo            | Punteggio | Punteggio | Punteggio | Posizione |
| #  | Artista                   | Titolo            | Giuria    | Televoto  | Totale    | Posizione |
| -- | ------------------------- | ----------------- | --------- | --------- | --------- | --------- |
| 1  | Loss Paranoias            | Valedetektor      | 5         | 3         | 8         | 6         |
| 2  | Teele Viira               | City Nights       | 3         | 2         | 5         | 9         |
| 3  | Liis Lemsalu              | Made Up Your Mind | 7         | 5         | 12        | 5         |
| 4  | August Hunt               | Tantsulõvi        | 2         | 4         | 6         | 8         |
| 5  | Lenna                     | Mina jään         | 10        | 9         | 19        | 2         |
| 6  | POP Maniacs               | I Don't Know      | 6         | 7         | 13        | 4         |
| 7  | Traffic                   | NASA              | 4         | 1         | 5         | 10        |
| 8  | Tenfold Rabbit            | Oblivion          | 8         | 8         | 16        | 3         |
| 9  | Birgit Õigemeel & Violina | You're Not Alone  | 1         | 6         | 7         | 7         |
| 10 | Ott Lepland               | Kuula             | 9         | 10        | 19        | 1         |

### Superfinale
| # | Artista     | Titolo    | Televoto | Posizione |
| - | ----------- | --------- | -------- | --------- |
| 1 | Lenna       | Mina jään | 33%      | 2         |
| 2 | Ott Lepland | Kuula     | 67%      | 1         |

## All'Eurovision Song Contest
L'Estonia si è esibita 14ª nella seconda semifinale, dove si è classificata 4ª con 100 punti e si è qualificata per la finale. Esibitasi 11ª, l'Estonia si è classificata 6ª con 120 punti.